# Phyllorhiza
Genre
Phyllorhiza est un genre de cnidaires de type méduses, de la famille des Mastigiidae.

## Liste d'espèces
Selon World Register of Marine Species (1 mars 2015) :
- Phyllorhiza luzoni Mayer, 1915 (nomen dubium)
- Phyllorhiza pacifica (Light, 1921) — océan Pacifique
- Phyllorhiza peronlesueuri Goy, 1990 — océan Indien oriental
- Phyllorhiza punctata Lendenfeld, 1884 — Atlantique tropical et introduit en Méditerranée